# George B. Duncan

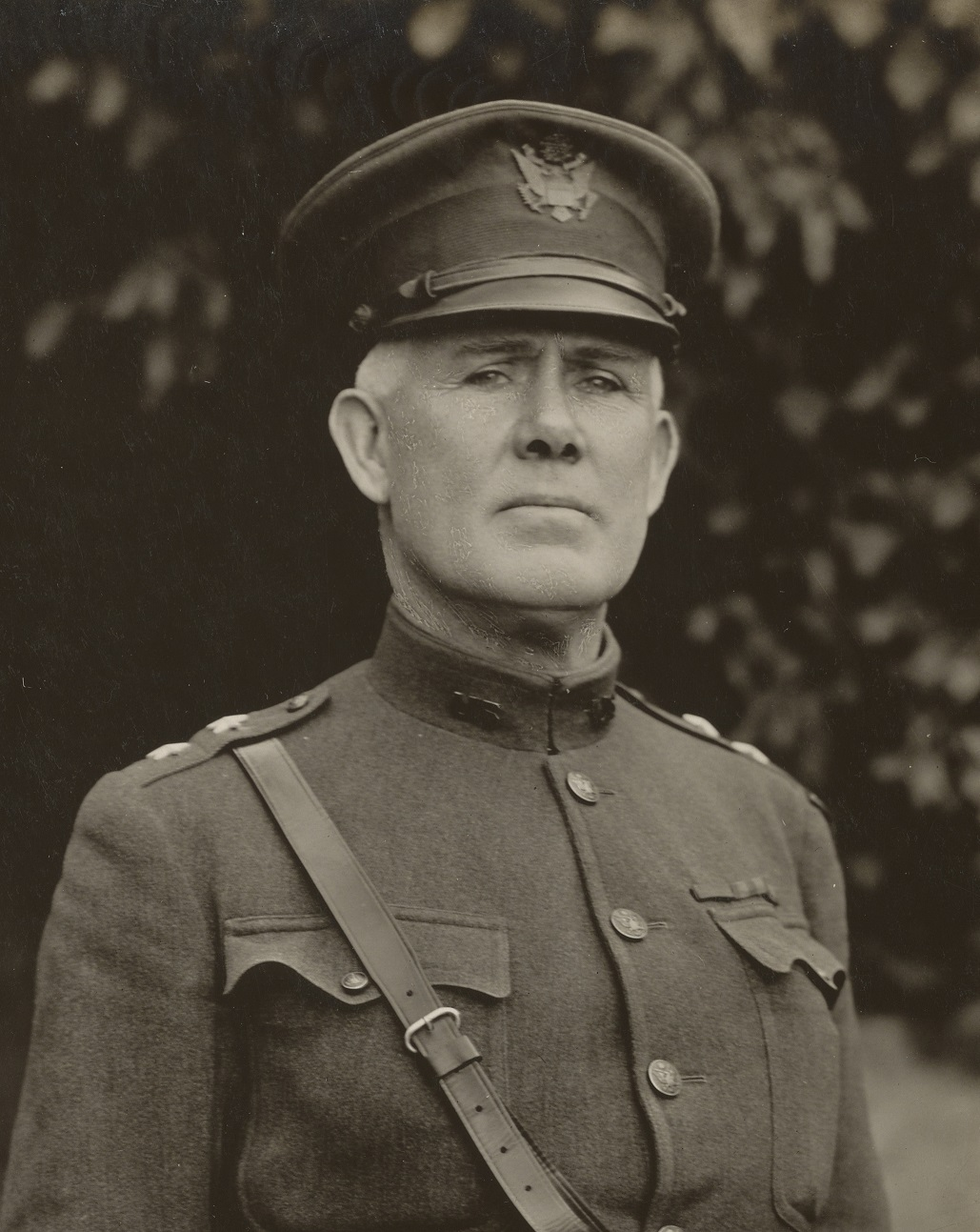
George B. Duncan (1918)

George Brand Duncan (* 10. Oktober 1861 in Lexington, Fayette County, Kentucky; † 15. März 1950 ebenda) war ein Generalmajor der United States Army. Er kommandierte unter anderem die 82. Infanteriedivision.
George Duncan war der Sohn von Henry Timberlake Duncan (1836–1912) und dessen Frau Lily Brand (1840–1881). Der Vater war zwei Mal Bürgermeister der Stadt Lexington (Kentucky). In den Jahren 1882 bis 1886 durchlief George Brandon die United States Military Academy in West Point. Zu seinem Jahrgang an der Akademie gehörte unter anderem John J. Pershing. Nach seiner Graduation wurde er als Leutnant der Infanterie zugeteilt. In der Armee durchlief er anschließend alle Offiziersränge bis zum Generalmajor.
In seinen jüngeren Jahren absolvierte er den für Offiziere in den niederen Rangstufen üblichen Dienst in verschiedenen Einheiten und Standorten. So war er beispielsweise 1887 in Arizona stationiert, wo er an der Endphase der Indianerkriege beteiligt war. Während des Spanisch-Amerikanischen Kriegs war er auf Kuba und dann in Puerto Rico eingesetzt. Danach nahm er am Philippinisch-Amerikanischen Krieg teil. Auf den Philippinen war er auch am Aufbau der Kolonialtruppe Philippine Scouts beteiligt. In den Jahren 1903 bis 1909 blieb George Duncan auf den Philippinen. Von 1914 bis 1917 war er als Stabsoffizier in Washington, D.C. tätig.
Nach dem amerikanischen Eintritt in den Ersten Weltkrieg wurde er im Juni 1917 auf den europäischen Kriegsschauplatz versetzt. Dort kommandierte er zunächst die 1. Brigade der 1. Infanteriedivision. Am 8. Mai 1918 erhielt er das Kommando über die 77. Infanteriedivision. Dieses Kommando behielt er bis zum 20. Juli. Dann wurde er von General Pershing wegen mangelnder Fitness abberufen. Nachdem es ihm gelungen war General Pershing von seiner Fitness zu überzeugen erhielt er am 4. Oktober 1918 als Nachfolger von William P. Burnham das Kommando über die 82. Infanteriedivision, die später zur 82. Luftlandedivision wurde. Duncan nahm in der Folge an einigen Gefechten und der Maas-Argonnen-Offensive teil, die zum Zeitpunkt seiner Kommandoübernahme bei der 82. Division schon in vollem Gange war. Er behielt sein Kommando bis zur vorübergehenden Auflösung seiner Division am 21. Mai 1919. Später erhielt er das Kommando über die Seventh Corps Area. Diese bestand zwischen 1920 und 1941 und war für die US-Truppen im Mittleren Westen zuständig. Duncan übte dieses Kommando zwischen 1922 und 1925 aus. Anschließend ging er in den Ruhestand.
Der seit dem 23. Oktober 1895 mit Mary Kercheval (1872–1959) verheiratete Offizier starb am 15. März 1950 in seiner Heimatstadt Lexington und wurde auf dem dortigen Friedhof beigesetzt.

## Orden und Auszeichnungen
George Duncan erhielt im Lauf seiner militärischen Laufbahn unter anderem folgende Auszeichnungen:
- Army Distinguished Service Medal
- Croix de Guerre (Frankreich)
- Orden der Ehrenlegion (Frankreich)
- Order of the Bath (Großbritannien)